# Monica Maas
Monica Maas (Den Burg, 30 december 1953) is een Nederlandse illustratrice, kleuterjuf en schrijfster van kinderboeken.

## Biografie

### Jeugd en opleiding
Monica Maas werd geboren op het eiland Texel waar ze nog steeds woont en werkt. Ze werd eerst kleuterleidster. Na haar opleiding is ze vier jaar juf geweest op een kleuterschool. Intussen kreeg ze tekenopdrachten en vanaf 1978 werd ze fulltime illustratrice en later kinderboekenschrijfster.

### Loopbaan
Maas debuteerde in 1974 met het wandplatenboek Sauwtje zeeheks. Dit was de aanzet tot opdrachten voor kinderboeken. Ze maakt onder meer illustraties voor kinderboeken, geboortekaarten en wenskaarten. In 1979 verschenen haar tekeningen in de liedbundel Onder moeders paraplu waarvoor Wim Hora Adema de teksten had verzameld. Daarnaast illustreerde zij voor tijdschriften als Bobo, Okki, Kinderen en Libelle en maakte ze boekomslagen. Verder illustreerde ze schoolboeken en ontwierp ze logo's. Vanaf 2002 kreeg ze bekendheid met haar boeken over Bobbi, een serie peuter- en kleuterboeken over een beertje. Sinds 2012 schrijft Maas de tekst voor de Bobbi-boeken. Deze  worden in Nederland uitgegeven door Kluitman en zijn inmiddels ook vertaald in het Chinees. Haar prentenboek Souwtje (uitgeverij De Vier Windstreken) is in het Russisch vertaald.

## Werken

### Bobbi
- (2002) Bobbi doet boodschappen
- (2002) Bobbi is zijn knuffel kwijt
- (2002) Bobbi is jarig
- (2002) Bobbi naar de speelzaal
- (2003) Bobbi is ziek
- (2003) Bobbi op vakantie
- (2003) Bobbi naar het bos
- (2003) Bobbi op de kinderboerderij
- (2004) Bobbi zoekt zijn vriendjes
- (2004) Bobbi voert de dieren
- (2005) Bobbi viert sinterklaas
- (2005) Bobbi gaat logeren
- (2005) Bobbi op het potje
- (2006) Bobbi viert kerst
- (2007) Bobbi wordt grote broer
- (2008) Bobbi en de kleuren
- (2008) Bobbi telt tot 10
- (2008) Bobbi en de dieren
- (2008) Bobbi Mijn dag
- (2008) Bobbi verkleedt zich
- (2008) Bobbi Mijn speelgoed
- (2008) Bobbi naar de dierentuin
- (2009) Bobbi abc
- (2010) Bobbi in de tuin
- (2011) Bobbi gaat naar zee
- (2011) Bobbi viert feest
- (2011) Bobbi puzzelboek
- (2012) Bobbi gaat verhuizen
- (2013) Bobbi babyboek
- (2013) Bobbi in de lente
- (2013) Bobbi Jubileum Omnibus
- (2013) Bobbi's wereld Kijk- en zoekboek
- (2014) Bobbi gaat voetballen
- (2014) Bobbi in de zomer
- (2014) Bobbi in de winter
- (2014) Omkeerboek Bobbi viert sinterklaas/kerst
- (2015) Bobbi en de baby
- (2015) Bobbi kleurboek
- (2015) Bobbi Omkeerboek zomer
- (2015) Bobbi in de herfst
- (2016) Bobbi gaat naar school
- (2016) Bobbi leert zwemmen
- (2016) Bobbi Lente, zomer, herfst en winter
- (2017) Bobbi de allerliefste papa
- (2017) Bobbi de allerliefste mama
- (2017) Bobbi op de boerderij
- (2017) Bobbi geeft een feestje
- (2018) Bobbi de allerliefste opa
- (2018) Bobbi de allerliefste oma
- (2018) Welterusten, lieve Bobbi
- (2018) Bobbi viert Sint-Maarten
- (2019) Bobbi naar de tandarts
- (2019) Bobbi leert fietsen
- (2019) Bobbi krijgt een huisdier
- (2019) Bobbi kleur-en stickerboek
- (2019) Bobbi. Wat hoor je op de boerderij?
- (2020) Eet smakelijk, lieve Bobbi
- (2020) Bobbi Doeboek
- (2020) Bobbi naar de speeltuin
- (2020) Bobbi zet zijn schoen
- (2020) Bobbi en de voertuigen. Geluidenboek
- (2021) Bobbi naar het ziekenhuis
- (2021) Bobbi viert Pasen
- (2021) Bobbi onderweg
- (2021) Bobbi. De allerliefste juf
- (2021) Bobbi naar de camping
- (2021) Bobbi Sinterklaas kijk- en zoekboek
- (2021) Bobbi viert Koningsdag
- (2022) Bobbi naar de kapper
- (2022) Omkeerboek Bobbi wordt grote broer/ Bobbi en de baby
- (2022) Bobbi gaat sporten
- (2022) Bobbi maakt muziek - Geluidenboek
- (2022) Bobbi speelt buiten - Flapjesboek
- (2022) Bobbi naar de peuters - Flapjesboek
- (2022) Bobbi gaat slapen - Flapjesboek
- (2023) Bobbi naar de dokter
- (2023) Bobbi en de babydieren
- (2023) Bobbi kleur- en stickerboek, boerderijdieren
- (2023) Box met 12 mini-boekjes: Bobbi geeft een feestje
- (2023) Gefeliciteerd, lieve Bobbi
- (2023) Bobbi hoort de vogels - Geluidenboek
- (2023) Bobbi en de feestdagen
- (2024) Bobbi op de wc
- (2024) Bobbi - Dag, speentje!
- (2024) Omkeerboek Bobbi viert een feestje / Bobbi - Gefeliciteerd, lieve Bobbi

### Overige boeken
- (1974) Wandplatenboek Sauwtje zeeheks
- (1975) Sauwtje zeevrouw
- (1976) Het huis aan de dijk
- (1977) Diedaar is anders
- (1977) Peutertje pech
- (1979) Onder moeders paraplu
- (1980) Waar zou ze het voor doen?
- (1980) Bananenvla met kruimels
- (1981) De trommels van Hannes
- (1982) Hoe beviel het?
- (1982) Kinderziekten
- (1983) Babyspelletjes
- (1983) Kinderfeestjes
- (1984) Met baby op reis
- (1984) Kind aan tafel
- (1984) Kind over de vloer
- (1985) Adoptie
- (1985) Homeopathie voor baby's, peuters en kleuters
- (1985) Eerste hulp bij ongelukken voor baby's, peuters en kleuters
- (1985) Sebastiaan
- (1986) Een stomme broek
- (1986) Wie wil er een poesje?
- (1987) Moete ze d'r uut, burgemeester?
- (1987) Sebastiaan rare banaan
- (1988) Marjolijntje Harlekijntje
- (1989) Maartje-Michiel
- (1990) Twee dierenvriendjes
- (1992) Sebastiaan blauwe billen
- (1991) Rozen verwelken, schepen vergaan
- (1993) Kuukelehaantje Kippekont
- (1993) Schminken
- (1993) Babet
- (1995) De boekwinkel voor kinderen
- (1995) Een eend op de thee
- (1996) De Clowntjesklas
- (1997) Brillen en kijkers
- (1998) Tessel
- (2000) Basisschool Pierewiet
- (2001) De muziekschool
- (2002) Engeltje
- (2002) Poep aan een stokje
- (2002) Een herinnering aan Beerdman
- (2002) Langs Pagga's paadje
- (2003) Joupy, de kleine zeehond
- (2004) In verwachting!
- (2004) Dag lief, nog niet geboren kind
- (2009) Ruumte skaadt niet
- (2012) Souwtje
- (2014) Joupy en Kokmeeuw
- (2016) Joupy gaat jutten
- (2016) Tessel viert Sint-Maarten
- (2018) Boekstart: Wat gaan we doen?
- (2019) Voor wie is dit potje?
- (2019) Wat gaan we doen?
- (2020) Dag opa Henk
- (2021) Souwtje en de potvis
- (2021) Wat wil je worden?
- (2022) Joupy der kleine Seehund